# 김영일 (1942년)
김영일(金榮馹, 1942년 7월 7일 ~ )은 대한민국의 법조인, 정치인이다. 서울중앙지방검찰청 3차장 검사 청와대 민정수석·사정수석 등을 지냈다.
경상남도 김해 칠산리 출신이며 본관은 김해이다. 참고로 '6공의 황태자’로 불리게 된 박철언과는 경북중학교, 서울대학교 법대, 사시8회 동기동창이다.
청와대 대통령비서실에서 1982년부터 1992년까지 총 10년간을 사정비서관, 특명사정반 반장, 민정수석비서관 그리고 사정수석비서관으로 역임하였다. 청와대 근무시절 고위공직자의 인사스크린을 담당, 대통령이 개각 등 용병할 때마다 의견을 제시했다. 그 당시 대통령 친.인척과 고위공직자의 신상을 줄줄이 외울 정도여서 '움직이는 인물사전'으로 불렸다.
1992년부터 제14대 국회의원, 1996년 제15대 국회의원 그리고 2000년 제16대 국회의원 3선을 연임하였다.

## 생애
1942년 경상남도 김해군 김해읍 칠산리에서 태어났다. 김해 칠산초등학교, 대구 경북중학교, 경북대학교 사범대학 부설고등학교, 서울대학교 법과대학을 졸업하였다. 박철언과는 경북중학교 때부터 친구였으며 실제 같은 경북고 동창회 소속이기도 하다.
이후 사법시험에 합격하여 부산지검, 서울지검에서 검사로 근무하였다.
전두환 정권 때 정격 발탁되어 1982년부터 서울고검 검사에서 청와대 대통령비서실로 파견되어 사정비서관으로 근무하였다.
이때부터 박철언(朴哲彦)과 함께 청와대 비서관으로써 급속히 권력을 키워나갔으며 실세의 한 사람으로도 불렸다. 두 사람 다 사법시험 8회 출신으로 그때부터 검찰 안팎에서는 ‘검사들에 대한 인사권은 8기생에게 있다’는 이야기가 정설(定說)처럼 퍼졌다.
1987년엔 청와대 사정비서관 겸 부장검사에서 서울지검 3차장으로 승진하는 이변이 발생했다. 검사장 승진을 앞둔 고참 부장검사가 차지하는 자리인데 그당시 8기 가까운 선배들을 제친 것이다. 검찰의 반발이 심했고 괴문서가 나돌았다. 그는 그당시 청와대 근무로 인해 차장 직무를 수행하지도 못했고 그 자리는 상당기간 공석이 돼 있었다.
| “ | | ” |
|   | — 박철언, 김영일 두 검사는 모두 경북고등학교 출신들로서 사법시험 8회 합격자들인데 사법 시험 8회 동기생들은 그중 우수한 인재들도 겨우 지방검찰청 부장 검사로 재직중인데도 불구하고, 박 검사는 10기 가까운 선배들을 뛰어넘어 검사장으로 승진되었고 김 검사도 8기 이상 뛰어넘어 서울 지방 검찰청 차장 검사로 발령되었습니다. 그들보다 8∼10기 가까운 선배인 고등고시 14기생, 15기생 가까운 선배인 고등고시 14기생, 15기생 등 쟁쟁한 검찰 간부들이 검사장 승진의 기회를 얻지 못해 평생을 바친 검찰을 눈물과 한숨으로 떠나면서 검찰 인사의 난맥상을 통탄하는 것을 볼 때 한심하기 짝이 없다는 생각이 듭니다... |   |

노태우 정부 시절에는 청와대 대통령비서실 특명사정반장 겸 서울중앙지검 3차장을 거쳐 민정수석비서관에 임명됐다가 20일 만에 초대 사정수석비서관으로 이동했다. 이 당시 검찰, 안기부, 경찰에서 올리는 고급공무원에 대한 정보보고는 金비서관실에서 종합, 정리, 보존됐으며, 노태우 대통령은 3급 이상 정부 고위직 인사를 임명할 때 김영일 사정수석이 관리하는 인사관계 정보 자료를 참고하고, 종종 직접 그의 평가를 듣기도 했다. 이름이 바깥으로 널리 알려져 있지는 않지만 그 당시 김영일(金榮馹) 수석은 고급공무원 사회에서는 가장 두려운 존재로 인식이 되었으며 '6공의 칼'로 불렸다.
사정수석으로 1992년까지 역임, 1982년부터 대통령 비서관으로 총 10년을 역임하는 기염을 토해냈다.
1992년 제14대 국회의원 선거에서 이학봉 대신 민주자유당 공천을 받아 경상남도 김해시-김해군 선거구에 출마하여 당선되었다. 여담으로 해당 선거에서 이학봉의 부인 이설혜가 무소속으로 출마하였다. 1995년 민주자유당 정세분석위원장에 임명되었다.
1996년 제15대 국회의원 선거에서 신한국당 후보로 경상남도 김해시 선거구에 출마하여 당선되었다. 이후 신한국당에서 정세분석위원장, 제1정책조정위원장, 기획조정위원장 등을 역임하였다. 1998년 한나라당 제1사무부총장에 임명되었다. 2002년 한나라당 지명직 당무위원에 임명되었다.
2000년 제16대 국회의원 선거에서 한나라당 후보로 같은 선거구에 출마하여 당선되었다. 같은 해부터 2002년까지 대한민국 국회 건설교통위원장을 역임하였다. 2002년부터 2003년까지 한나라당 사무총장을 역임하였다. 그러나 제16대 대통령 선거 패배 후 당시 선거대책위원장으로서 불법으로 정치자금을 수수하였다는 이유로 기소되었다. 이에 2003년 10월26일 당사에서 기자회견을 갖고 “선대본부장을 맡았던 사람으로서 (최돈웅 100억원) 사건에 대한 모든 책임을 지겠다”라고 말했다. 이어 2004년 제17대 국회의원 선거에서 불출마를 선언하였다. 그리고 나서 2004년 1월 10일 수감되었다.
그후 2004년 12월 24일 대법원 (주심 강신욱 대법관)는 기업들로부터 불법 대선자금을 모금한 혐의로 기소된 김영일 전 한나라당 의원에 대한 상고심에서 징역 2년에 추징금 11억516만 원을 선고한 원심을 확정했다.
재판부는 판결문에서 "피고인이 최돈웅 전 의원과 서정우 변호사, 이재현 전 재정국장 등과 공모, 기업체들로부터 구 정치자금법에서 정하지 아니한 방법으로 정치자금을 받음으로써 한나라당에 불법 정치자금이 들어가게 된 사실 등을 인정한 원심의 판단은 정당한 것으로 수긍이 간다"고 밝혔다.
2005년 5월 18일엔 사면설이 나오자 "국민이 용서하지 않는다"며 "한나라당은 정부·여당의 사면 복권을 거부해야 한다”고 밝혔다. 그러나 2005년 5월 30일 가석방으로 풀려나고 그해 8월 15일 특별사면된다.

## 평가
- 청와대 민정.사정수석 등을 거쳐 정계에 투신한 율사 출신의 3선 의원으로 기획.판단능력이 돋보인다는 평.[2]
- 차분하고 치밀한 성격으로 일처리가 뛰어나고, 청와대에 오래 근무해 정치 감각도 뛰어나다는 평가.[12]
- 청와대 근무시절 10년간 사정업무만 외곬으로 맡아왔다. 그 당시 대통령 친.인척과 고위공직자의 신상을 줄줄이 외울 정도여서 '움직이는 인물사전'으로 불렸다.
- 전두환 대통령과 노태우 대통령 둘 모두에게 총애를 받았고 중용되었다. 여담으로 전대통령이 노정권 3년차에 백담사에서 하산 할 때 '청와대공식특사'로 막후에서 협의, 조율함.[13]
- 14, 15, 16대 국회의원으로 일하면서 5, 6공에 이어 문민정부에 이르기까지 3대의 대통령에 걸쳐 두터운 신뢰를 한 몸에 받았다. 그러나 6공 때 박철언 안기부장 특보와 함께 근무한 인연으로 핵심 요직에 중용되지 못하는 '피해'를 봤다는 이야기도 있다.[14]
- 97년 대선 선대위 기획부본부장 그리고 이른바 ‘측근 7인방’으로 이회창 후보를 가까이서 도왔고 2002년엔 대선전의 사령탑인 중앙선거대책본부 총괄본부장에 발탁될정도로 기획력과 조직장악력이 뛰어나고 이회창(李會昌) 대통령 후보의 신임이 두터웠다.[2] 이회창 후보의 당선시 정권인수위원장 및 청와대 비서실장으로 내정된걸로 거론되고 있었다.[15]
- 서울대 법대, 검사, 청와대 등 엘리트 코스를 거치며 승승장구해 심지가 그리 강하지 않다는 평도 있다.[16]

## 학력
- 칠산국민학교 졸업
- 경북중학교 졸업
- 경북대사대부고 졸업
- 서울대학교 법과대학 법학 학사

## 경력
- 제8회 사법시험 합격 (1967년)
- 육군 법무관
- 대검 검찰연구관 겸 서울고등검찰청 검사
- 청와대 대통령비서실 사정비서관 겸 서울지검 특수2부장
- 청와대 대통령 민정비서관(사정담당) 겸 서울지검 제3차장
- 청와대 대통령비서실 특명사정반장
- 청와대 대통령비서실 민정수석비서관
- 청와대 대통령비서실 사정수석비서관 (1990년 12월 27일 ~ 1992년 2월 6일)
- 제14대 국회의원(경남 김해시·군) 민주자유당
- 제15대 국회의원(경남 김해) 신한국당
- 신한국당 정세분석위원장
- 신한국당 제1정책조정위원장
- 신한국당 기획조정위원장
- 한나라당 제1사무부총장
- 한나라당 당무위원
- 제16대 국회의원(경남 김해) 한나라당
- 국회 건설교통위원장
- 한나라당 사무총장
- 한나라당 중앙선거대책본부 총괄본부장

## 상훈
- 홍조근정훈장
- 황조근정훈장
- 공부하는 의원상

## 역대 선거 결과
|  | 53.84% |

|  | 50.99% |

|  | 66.74% |

## 같이 보기
- 김해시·김해군
- 김해시의 국회의원
- 김해군의 국회의원
- 김해시 (선거구)
- 대한민국의 대통령비서실 수석비서관